# Grad Wisch

Grad Wisch je bil grad v Terborgu, občini Oude IJsselstreek (prej: občina Wisch) v Achterhoeku, v nizozemski provinci Gelderland. Znan je tudi kot dvorec Wisch. Najzgodnejša znana omemba "Castrum Wische" izhaja iz listine iz leta 1285; po nekaterih se ta letnica nanaša na novi dvorec Wisch,  po drugih na stari dvorec Wisch.   Od štirinajstega stoletja je bil grad Wisch središče gospoščine Wisch, ene od štirih praporščin, ki so spadale pod grofijo Zutphen. Grad Wisch je obdržal svoje gospoščinske pravice do leta 1813.

## Zgodovina
Grad Wisch ima dolgo zgodovino, ki traja osem stoletij. Gospodje Wiški so se pojavili v Achterhoeku že po letu 1150 in so omenjeni v spisih leta 1207. Bili so med najmočnejšimi v svoji regiji. Leta 1285 se grad že omenja kot castrum Wische (domnevno se to nanaša na stari dvorec Wisch, ki je bil na drugem bregu Starega IJssela). Gospostvo Wisch je sprva pokrivalo le majhno ozemlje: najprej marko blizu De Heuven, del župnije Etten. Leta 1315 je Henrik Wiški v fevd prejel dvora Silvolde in Varsseveld. Leta 1316 je Henrikov stric Herman II. Lonski, zadnji grof Lonski, umrl, ne da bi zapustil dediče. Gospod Heinsberški je istega leta podelil v fevd dvora v vaseh Varsseveld in Silvolde Henriku Wiškemu. Gospostvo Wisch se je s fevdom nekdanjega območja Lona precej razširilo.

### Stari Wisch
Stari-Wisch se nahaja na zahodnem bregu Starega IJssela, tri kilometre dolvodno pri Heuvenu ali De Hovenu (zaselek med Ettenom in Wijnbergen/Doetinchem). Imenujejo ga tudi grad De Heuven. Datum ustanovitve ni znan, vendar se Sweder in Berend Wisch-ška omenjata že leta 1178. Pokopali so ju v betlehemskem samostanu v Gaanderenu. Ni znano, kdaj je ta rodbinski grad viških gospodov izginil. Morda ga je leta 1531 uničil gelderski general Martin Rossumski med obleganjem Terborga.
Do leta 1986 je bil na travnikih v Heuvenu še nizek sploščen hrib. Okoli hriba se je še videl stari kanal. V bližini je bilo leta 1983 najdenih nekaj težkih kamnitih kosov, tufa, blokov peščenjaka in zelo starih robnih kamnov (lehnjak označuje starost, ker se te vrste kamnov uporabljajo za izdelavo žgane opeke). Teh nekaj ostankov je izginilo leta 1986, ko je bilo mesto zravnano. Leta 2008 je občina raziskala ostanke starega gradu pri Ettenu.

### Dvojno gospostvo
Leta 1317 je Henrik Wisch-ki prevzel grb z dvema rdečima levoma od svoje žene Elizabete Hernenske. V 14. stoletju je Wisch postal "dvolastniški", gospostvo sta si delila Wisch-ška bratranca. Vsaka polovica je imela svoj dvorec. Dva dvorca sta stala tik en drugega na mestu sedanjega dvorca in ju je ločeval kanal. Sedanjega 80 metrov dolgega trakta med obema stolpoma takrat še ni bilo.
S smrtjo Ditrika IV. 7. decembra 1425 je najstarejša veja gospodov Wisch-kih izumrla. Polovica gradu je prešla v roke družine Homutskih. Leta 1486 je Henrik II. Homutski prodal svoj dvorec in polovico gospostva grofu Osvaldu I. Berškemu v 's-Heerenbergu. Posledično so grad Wisch vse pogosteje imenovali "Berški grad", kar je bilo v nasprotju z željami druge polovice Wischa, ki je prav tako imela pravice do gradu.
Leta 1528 so se spori tako razvneli, da je Joahim Wisch-ški s silo zavzel grad v Terborgu. Nato se je v boj vključil vojvoda Gelderski, zaradi česar je Martin Rossumski 20. maja 1531 osvojil Terborg in grad Wisch. Grad je bil močno poškodovan. Joahim Viški je pobegnil v tujino, nato pa so se čustva nekoliko pomirila.
Po uničenju leta 1531 je od "Berškega" gradu ostal le stolp. Dvorca sta bila spet združena šele leta 1644. Leta 1849 je družina Schuylenburških postala lastnik celote, tako, da ji je uspelo ponovno združiti posesti.

### Francoski čas
Leta 1813, v francoskem obdobju, je grad Wisch izgubil svoje gosposke pravice. Leto prej je bilo ozemlje že razdeljeno na dvoje na Terborg (vključno s Silvoldejem ) in Varsseveld. Leta 1818 sta bila Terborg/Silvolde in Varsseveld ponovno združena v šerifov urad Wisch, od leta 1825: občina Wisch (od leta 2005 združena v občino Oude IJsselstreek).

### 20. stoletje
V drugi svetovni vojni med bitko pri Arnhemu je nemški generalfeldmaršal Walter Model kratek čas uporabljal grad kot štab (17. 9. 1944 - 22. 9. 1944). Dva bombardiranja (12. in 29. oktobra) sta leta 1944 močno poškodovala dvorec. Družina Vegelina Claerbergenska je začela dvorec obnavljati po vojni. Leta 1957 je bila najdena rešitev za obnovo glavne stavbe. Ta del z okroglim stolpom in stopniščnim stolpom je bil v trajni najem prenesen na Gelderske gradove, nato so ga v letih 1957 - 1961 obnovili. To je vključevalo večje spremembe zunanjosti in notranjosti glavne stavbe. Preostali del kompleksa in okoliško posestvo je ostalo v lasti družine Vegelin.

## Stavba
Grad Wisch ima zelo nenavaden tloris. Sestavljen je iz kompleksa v obliki črke L z glavno stavbo iz 16. in 17. stoletja. Temelji okroglega stolpa sedanjega dvorca so iz 15. stoletja. Zaradi kakovostnejših topov je bil grad verjetno okoli leta 1512 utrjen z okroglimi opečnatimi vogalnimi stolpi in zemljanimi zidovi. Zemljani zidovi so bili na strateških točkah okrepljeni z dodatnimi zemeljskimi braniki, nizkimi okroglimi bastijoni, na katere je bilo postavljeno topništvo, ki je morebitne napadalce držalo na varni razdalji od gradu.
Glavna stavba je datirana v leto 1648 in je bila zato obnovljena po koncu osemdesetletne vojne. Spremembe so se tu zgodile v 18. stoletju. Pravokotno na glavno stavbo je nizek, podolgovat servisni trakt iz 17. stoletja, na zunanjem vogalu pa je velik okrogel stolp iz 15. stoletja, ki je bil povišan v 17. stoletju. Nasproti je šesterostranski stopniščni stolp iz 16. stoletja, ki je bil ob obnovi prezidan. Stolp in stopniščni stolp sta bila že v 16. stoletju zunaj ometana s poslikanimi fugami, ki posnemajo naravne kamnite bloke. Več kot 90 metrov dolg servisni trakt na vzhodni strani zaključuje kvadratni stolp iz okoli leta 1700. V kleti stolpa so zaporniške kleti. Celotna stavba je bila v 19. stoletju pobarvana z belo barvo.
Proti koncu druge svetovne vojne so zavezniki 12. oktobra 1944 grad dvakrat bombardirali, ker so v njem bivali nemški častniki. Stanovalci so kljub opozorilu župana Boota ostali na gradu. Višški gospod je bil ubit, grad pa močno poškodovan.

## Notranjost
Med obnovo od leta 1957 do 1961 je notranjost glavne zgradbe dobila novo podobo. Postavitev iz 19. stoletja so prilagodili in uporabili notranje dele od drugod. Predstavljeno je bilo na primer stopnišče s čudovitimi balustri Ludvika XIV. iz kovanega železa iz Haaga. V eni od sob na sprednji strani je bila uporabljena poslikana tapeta iz 18. stoletja iz Amsterdama.

## Ime
Wisch je nizkonemška beseda za " travnik ". Rodbina Wisch izvira iz Vestfalije v Nemčiji, ime pa je morda vzeto iz vasi Wisch blizu Billerbecka. Druga razlaga je, da se nanaša na pašnike ob reki Berkel, njihovo posest blizu Vredena. Prvi gospodje so bili znani kot: De Wisge, Van Wisge ali Van Wisch. V starih delih najdemo tudi zapise: Wyssche, Wissche, Wissche, Wiisch, Wiesch in (kot se tudi izgovarja) Wis.

## Lastniki
Gospodje Viški (Wisch) so bili znani kot roparski baroni. Izvedli so pohode skozi Achterhoek in del Overijssel ter se nato umaknili v svoje gradove, kjer so jih redno oblegali - tudi vojvode Gelderski. Rodbina Viških je izumrla v 16. stoletju.
Nekateri prebivalci gradu Wisch:
- Johan Viški (okoli 1300)
- Henrik I. Viški (začetek 14. stoletja)
- Ditrik II. Viški (sredi 14. stoletja)
- Sveder Viški (sredi 1300) - poročen z Leonoro Barhemski - Sveder Rodebaert Viški iz gradu De Wildenborch
- Johan I. Viški (sredina 14. stoletja)
- Ditrik III. Viški (pozno 14. stoletje)
- Steven II. Viški (pozno 14. stoletje)
- Ditrik IV. Viški (1350-1425) (okoli 1400). Poročil se je (1) leta 1379 z Elizabeto Amstelsko , gospo Mojlandsko (pribl. 1350-1385), hčerko Viljema Amstelskega (1310-1378) in Margarete Hagendoornske, dedinje Mojlanda (1330-1419). Leta 1386 se je poročil (2) z Juto Arkelsko (1360-1395), hčerko Otona Arkelskega (1320-), gospoda Acqojskega in Matilde Valkenburške (1330-).
- Henrik II. Homutski (sredi 1400), poročen s Stevino, gospo Viško (1390-1462)
- Grof Osvald I. Berški iz 's-Heerenberga (sredi 15. stoletja)
- Joahim Viški (zgodnje 16. stoletje)
- Grof Herman Jurij Limburški Stirumski (pozno 16. stol.)
- Viljem Mavricij grof Nassauski-Siegenski (okoli 1600)
- Albreht Friderik mejni grof Brandenburški in princ Prusije (okoli 1750)
- g. Adrijan Steengrachtski Souburški, ob nakupu (1756-1772)
- Johan Herman Sigismund Nagell-ski, gospod obeh Ampses in Mavricij Konstans  le Leu de Wilhem, z nakupom (1772-1784)
- Jacques Albert Louis Frederik Carel baron Nagell-ski, gospod Rijnenburški (1784-1831)
- Konstantajn Sigismund Viljem Jakob Nagell-ski (1831-1849)
- Johana Filipina Herzeelejska, vdova po ml. g. François Pierre Schuylenburškem, gospodu Bommenedskim, ob nakupu deli pravice z gradom Berškim (1849-1858)
- ml. Viljem Ludvik Schuijlenburški (1859-1902)
- ml. Vigbold Albert Viljem Schuylenburški, gospod Viški (1902-1945)
- pl. Olga Marija Ines Schuijlenburška, po dedovanju (1945-1949), poročena 1949 s pl. Ludvikom Vegelinom Claerbergenskim
- pl. Ludvik Filip Vegelin Claerbergenski, poročen (1949-2012)

## Rimanje
Grofija Zutphen je imela štiri praporščine: Bergh, Baer, Bronckhorst in Wisch. Leta 1650 je zgodovinar Arend van Slichthorst (1616-1657) opazil star pregovor.
Berg najbogatejši
Bronckhorst najplemenitejši
Baer najstarejši
Wisch najporednejši
Dejstvo, da gospodje Wisch veljajo za najdrznejše, najpogumnejše, se verjetno nanaša na njihov sloves roparskih baronov.

## Terborg
Severno od gradu ("grad" ali "borch") je nastalo mesto Toe Borch ali Terborg (dobesedno: ter grad ali: pri gradu). Območje okoli gradu se je včasih imenovalo Hof ter Borgh. 23. aprila 1419, na god svetega Jurija, sta gospoda Viška, Henrik III. in Ditrik IV., Terborgu podelila mestne pravice. Za mestni pečat je bila izbrana podoba svetega Jurija z zmajem. Sveti Jurij je še vedno zavetnik mesta Terborg.
Dolgo časa je Terborg sestavljala le ena ulica, Hoofdstraat. Od štirinajstega stoletja so mestna vrata stala na začetku in koncu: Molenpoort ali IJsselpoort na zahodu (stražili so jih Višške sluge) in Bergpoort ali Zandpoort na vzhodu (stražili so jih mestni vratarji). Istočasno so bili zgrajeni kanali in obzidje na obeh straneh Hoofdstraata: zdaj še vedno prepoznavna po Walstraatu (severno od Hoofdstraata) in Gravenpadu (južno od nje). Ta Gravenpad poteka vzporedno z Laan van Wisch, eno od dveh dovozov do gradu. Uradni dovoz se nahaja na začetku Hoofdstraat, kjer so nekoč stala zahodna mestna vrata. Ta je sedaj zaprta z okrasno ograjo.

## Podeželsko posestvo
Ozemlje gradu Wisch se nahaja južno od Terborga. Na posestvu je kmetija. Obsežni travniki mejijo na naravni rezervat Paasberg. Paasberglaan, ki poteka vzdolž Paasberga od Terborga do Silvoldeja, ponuja pogled na to deželo, ki se imenuje "travnik Wisch".
Grad Wisch se nahaja blizu središča Terborga, le Gravenpad ločuje posestvo od hiš na Hoofdstraat. Zaradi zelene okolice, zaprtega dovoza in dolgega dovoza, vzporednega z glavno ulico, je grad zelo zaseben. Okoli gradu je urejen park, proti servisnem traktu pa je urejen cvetlični vrt. Celotno ozemlje je v zasebni lasti družine Vegelin Claerbergenskih in zato ni dostopno.
Posebni drevesi sta dve monumentalni lipi ( Tilia ) na preddvorju in črni oreh (Juglans nigra) v parku. Oreh je star med 200 in 250 let in visok enaindvajset metrov. Z obsegom 4,70 metra je najdebelejši oreh na Nizozemskem.
Rumena poljska zvezda (Gagea villosa) se pojavlja na Wischu. Ta rastlina je značilna za pokopališča in posestva, pod starimi drevesi. Rastlina spomladi kratek čas cveti z rumenimi cvetovi. Rastlina je lokalno propadla, možni razlog za to je, da jo zlahka prerasteta na primer zimzelen in bršljan.